# Volta a Catalunya de 1986
La Volta a Catalunya de 1986 va ser 66a edició de la Volta Ciclista a Catalunya. Es disputà en 8 etapes del 9 al 18 de setembre de 1986 amb un total de 1145,3 km. El vencedor final fou l'irlandès Sean Kelly de l'equip Kas per davant d'Álvaro Pino del Zor-BH, i de Charly Mottet del Pegaso-Système U.
La segona i la cinquena etapes estaves dividides en dos sectors. Hi havia dos contrarellotges individuals, una al Pròleg de Platja d'Aro i l'altra a l'etapa de l'Alguer. L'anada a la ciutat catalano-parlant de Sardenya va ser la principal novetat d'aquesta edició de la "Volta" que celebrava el 75 aniversari de la seva creació.

## Etapes
| Etapa  | Data           | Ciutats d'etapa                     | km    | Vencedor de l'etapa         | Líder de la general  |
| ------ | -------------- | ----------------------------------- | ----- | --------------------------- | -------------------- |
| Pròleg | 9 de setembre  | Platja d'Aro – Platja d'Aro (CRI)   | 4,5   | Jörg Müller (SUI)           | Jörg Müller (SUI)    |
| 1a     | 10 de setembre | Platja d'Aro – Badalona             | 181,4 | Frank Hoste (BEL)           | Jörg Müller (SUI)    |
| 2a A   | 11 de setembre | Barcelona – Valls                   | 94,6  | Wim Arras (BEL)             | Jörg Müller (SUI)    |
| 2a B   | 11 de setembre | Valls – Salou                       | 71,6  | Thierry Marie (FRA)         | Jörg Müller (SUI)    |
| 3a     | 12 de setembre | Salou – Lleida                      | 160,2 | Frank Hoste (BEL)           | Jörg Müller (SUI)    |
| 4a     | 13 de setembre | Solsona - Vallter 2000              | 170,9 | Juan Fernández Martín (ESP) | Anselmo Fuerte (ESP) |
| 5a A   | 14 de setembre | Camprodon - Vic                     | 87,6  | Dominique Arnaud (FRA)      | Anselmo Fuerte (ESP) |
| 5a B   | 14 de setembre | Vic - Manresa                       | 97,0  | Peio Ruiz Cabestany (ESP)   | Anselmo Fuerte (ESP) |
| 6a     | 15 de setembre | Manresa – l'Hospitalet de Llobregat | 135,7 | Federico Etxabe (ESP)       | Anselmo Fuerte (ESP) |
| 7a     | 16 de setembre | l'Alguer – l'Alguer (CRI)           | 29,9  | Sean Kelly (IRL)            | Sean Kelly (IRL)     |
| 8a     | 18 de setembre | Barcelona – Barcelona               | 111,9 | Léo Wellens (BEL)           | Sean Kelly (IRL)     |

### Pròleg[1]
09-09-1986: Platja d'Aro – Platja d'Aro, 4,5 km. (CRI):
|   | Ciclista              | Equip  | Temps  |
| - | --------------------- | ------ | ------ |
| 1 | Jörg Müller (SUI)     | Kas    | 6' 37" |
| 2 | Acácio da Silva (POR) | Kas    | + 02"  |
| 3 | Anselmo Fuerte (ESP)  | Zor-BH | m.t    |

|   | Ciclista              | Equip  | Temps  |
| - | --------------------- | ------ | ------ |
| 1 | Jörg Müller (SUI)     | Kas    | 6' 37" |
| 2 | Acácio da Silva (POR) | Kas    | + 02"  |
| 3 | Anselmo Fuerte (ESP)  | Zor-BH | m.t    |

### 1a etapa[2]
10-09-1986: Platja d'Aro – Badalona, 181,4 km.:
|   | Ciclista                     | Equip      | Temps      |
| - | ---------------------------- | ---------- | ---------- |
| 1 | Frank Hoste (BEL)            | Fagor      | 5h 22' 15" |
| 2 | Sean Kelly (IRL)             | Kas        | m. t.      |
| 3 | Manuel Jorge Domínguez (ESP) | Seat-Orbea | m. t.      |

|   | Ciclista             | Equip            | Temps  |
| - | -------------------- | ---------------- | ------ |
| 1 | Jörg Müller (SUI)    | Kas              | 6' 37" |
| 2 | Anselmo Fuerte (ESP) | Zor-BH           | + 02"  |
| 3 | Thierry Marie (FRA)  | Pegaso-Système U | m.t    |

### 2a etapa A[3]
11-09-1986: Barcelona – Valls, 94,6 km.:
| Resultat de la 2a etapa A \| \| Ciclista \| Equip \| Temps \| \| - \| ----------------------- \| ---------- \| ---------- \| \| 1 \| Wim Arras (BEL) \| PDM-Gin MG \| 2h 11' 20" \| \| 2 \| Alfonso Gutiérrez (ESP) \| Teka \| m. t. \| \| 3 \| Antoni Esparza (ESP) \| Seat-Orbea \| m. t. \| |                         |            |            |
| | Ciclista                | Equip      | Temps      |
| 1 | Wim Arras (BEL)         | PDM-Gin MG | 2h 11' 20" |
| 2 | Alfonso Gutiérrez (ESP) | Teka       | m. t.      |
| 3 | Antoni Esparza (ESP)    | Seat-Orbea | m. t.      |

### 2a etapa B[3]
11-09-1986: Valls – Salou, 71,6 km.:
|   | Ciclista            | Equip            | Temps      |
| - | ------------------- | ---------------- | ---------- |
| 1 | Thierry Marie (FRA) | Pegaso-Système U | 1h 43' 10" |
| 2 | Wim Arras (BEL)     | PDM-Gin MG       | + 02"      |
| 3 | Frank Hoste (BEL)   | Fagor            | m. t.      |

|   | Ciclista             | Equip            | Temps      |
| - | -------------------- | ---------------- | ---------- |
| 1 | Jörg Müller (SUI)    | Kas              | 9h 23' 24" |
| 2 | Thierry Marie (FRA)  | Pegaso-Système U | m. t.      |
| 3 | Anselmo Fuerte (ESP) | Zor-BH           | + 02"      |

### 3a etapa[4]
12-09-1986: Salou – Lleida, 160,2 km.:
|   | Ciclista                | Equip            | Temps      |
| - | ----------------------- | ---------------- | ---------- |
| 1 | Frank Hoste (BEL)       | Fagor            | 4h 20' 50" |
| 2 | Wim Arras (BEL)         | PDM-Gin MG       | m. t.      |
| 3 | Dominique Lecrocq (FRA) | Pegaso-Système U | m. t.      |

|   | Ciclista              | Equip            | Temps       |
| - | --------------------- | ---------------- | ----------- |
| 1 | Jörg Müller (SUI)     | Kas              | 13h 44' 14" |
| 2 | Thierry Marie (FRA)   | Pegaso-Système U | m. t.       |
| 3 | Acácio da Silva (POR) | Kas              | + 02"       |

### 4a etapa[5]
13-09-1986: Solsona - Vallter 2000, 170,9 km.:
|   | Ciclista                    | Equip      | Temps      |
| - | --------------------------- | ---------- | ---------- |
| 1 | Juan Fernández Martín (ESP) | Zor-BH     | 4h 48' 48" |
| 2 | Sean Kelly (IRL)            | Kas        | + 16"      |
| 3 | Pedro Delgado (ESP)         | PDM-Gin MG | m. t.      |

|   | Ciclista             | Equip      | Temps       |
| - | -------------------- | ---------- | ----------- |
| 1 | Anselmo Fuerte (ESP) | Zor-BH     | 18h 33' 20" |
| 2 | Sean Kelly (IRL)     | Kas        | + 06"       |
| 3 | Pedro Delgado (ESP)  | PDM-Gin MG | + 10"       |

### 5a etapa A[6]
14-09-1986: Camprodon - Vic, 87,6 km. :
| Resultat de la 5a etapa A \| \| Ciclista \| Equip \| Temps \| \| - \| ---------------------- \| -------- \| ---------- \| \| 1 \| Dominique Arnaud (FRA) \| Reynolds \| 1h 58' 50" \| \| 2 \| Jörg Müller (SUI) \| Kas \| m. t. \| \| 3 \| Ángel Camarillo (ESP) \| Zor-BH \| m. t. \| |                        |          |            |
| | Ciclista               | Equip    | Temps      |
| 1 | Dominique Arnaud (FRA) | Reynolds | 1h 58' 50" |
| 2 | Jörg Müller (SUI)      | Kas      | m. t.      |
| 3 | Ángel Camarillo (ESP)  | Zor-BH   | m. t.      |

### 5a etapa B[6]
14-09-1986: Vic - Manresa, 97,0 km. :
|   | Ciclista                  | Equip            | Temps      |
| - | ------------------------- | ---------------- | ---------- |
| 1 | Peio Ruiz Cabestany (ESP) | Seat-Orbea       | 2h 29' 01" |
| 2 | Laurent Fignon (FRA)      | Pegaso-Système U | + 34"      |
| 3 | Celestino Prieto (ESP)    | Reynolds         | + 36"      |

|   | Ciclista             | Equip      | Temps       |
| - | -------------------- | ---------- | ----------- |
| 1 | Anselmo Fuerte (ESP) | Zor-BH     | 23h 02' 05" |
| 2 | Sean Kelly (IRL)     | Kas        | + 06"       |
| 3 | Pedro Delgado (ESP)  | PDM-Gin MG | + 10"       |

### 6a etapa[7]
15-09-1986: Manresa – l'Hospitalet de Llobregat, 135,7 km.:
|   | Ciclista               | Equip    | Temps      |
| - | ---------------------- | -------- | ---------- |
| 1 | Federico Etxabe (ESP)  | Teka     | 3h 26' 53" |
| 2 | Dominique Arnaud (FRA) | Reynolds | m. t.      |
| 3 | Vicent Belda (ESP)     | Kelme    | m. t.      |

|   | Ciclista             | Equip      | Temps       |
| - | -------------------- | ---------- | ----------- |
| 1 | Anselmo Fuerte (ESP) | Zor-BH     | 26h 29' 32" |
| 2 | Sean Kelly (IRL)     | Kas        | + 06"       |
| 3 | Pedro Delgado (ESP)  | PDM-Gin MG | + 10"       |

### 7a etapa[8]
16-09-1986: l'Alguer – l'Alguer, 29,9 km. (CRI):
|   | Ciclista             | Equip            | Temps   |
| - | -------------------- | ---------------- | ------- |
| 1 | Sean Kelly (IRL)     | Kas              | 38' 34" |
| 2 | Laurent Fignon (FRA) | Pegaso-Système U | +52"    |
| 3 | Julián Gorospe (ESP) | Reynolds         | +53"    |

|   | Ciclista             | Equip  | Temps       |
| - | -------------------- | ------ | ----------- |
| 1 | Sean Kelly (IRL)     | Kas    | 27h 08' 12" |
| 2 | Álvaro Pino (ESP)    | Zor-BH | + 1' 25"    |
| 3 | Anselmo Fuerte (ESP) | Zor-BH | + 1' 33"    |

### 8a etapa[9]
18-09-1986: Barcelona – Barcelona, 111,9 km.:
|   | Ciclista              | Equip    | Temps      |
| - | --------------------- | -------- | ---------- |
| 1 | Léo Wellens (BEL)     | Dormilón | 2h 49' 28" |
| 2 | Ángel Arroyo (ESP)    | Reynolds | m. t.      |
| 3 | Federico Etxabe (ESP) | Teka     | m. t.      |

|   | Ciclista            | Equip            | Temps       |
| - | ------------------- | ---------------- | ----------- |
| 1 | Sean Kelly (IRL)    | Kas              | 30h 05' 03" |
| 2 | Álvaro Pino (ESP)   | Zor-BH           | + 1' 33"    |
| 3 | Charly Mottet (FRA) | Pegaso-Système U | + 1' 37"    |

## Classificació General
|    | Ciclista                  | Equip            | Temps       |
| -- | ------------------------- | ---------------- | ----------- |
| 1  | Sean Kelly (IRL)          | Kas              | 30h 05' 03" |
| 2  | Álvaro Pino (ESP)         | Zor-BH           | + 1' 33"    |
| 3  | Charly Mottet (FRA)       | Pegaso-Système U | + 1' 37"    |
| 4  | Anselmo Fuerte (ESP)      | Zor-BH           | + 1' 49"    |
| 5  | Acácio da Silva (POR)     | Kas              | + 2' 09"    |
| 6  | Marino Lejarreta (ESP)    | Seat-Orbea       | + 2' 39"    |
| 7  | Pedro Delgado (ESP)       | PDM-Gin MG       | + 3' 00"    |
| 8  | Carlos Hernández (ESP)    | Reynolds         | + 3' 31"    |
| 9  | Josep Recio (ESP)         | Kelme            | + 3' 55"    |
| 10 | Peio Ruiz Cabestany (ESP) | Seat-Orbea       | + 5' 02"    |

## Classificacions secundàries
|   | Ciclista                    | Equip      | Punts    |
| - | --------------------------- | ---------- | -------- |
| 1 | Juan Fernández Martín (ESP) | Zor-BH     | 30 punts |
| 2 | Pedro Delgado (ESP)         | PDM-Gin MG | 29 punts |
| 3 | Sean Kelly (IRL)            | Kas        | 27 punts |

|   | Ciclista               | Equip    | Punts    |
| - | ---------------------- | -------- | -------- |
| 1 | Isidro Juárez (ESP)    | Zahor    | 17 punts |
| 2 | Vicent Belda (ESP)     | Kelme    | 12 punts |
| 3 | Dominique Arnaud (FRA) | Reynolds | 11 punts |

|   | Ciclista              | Equip | Punts     |
| - | --------------------- | ----- | --------- |
| 1 | Sean Kelly (IRL)      | Kas   | 104 punts |
| 2 | Frank Hoste (BEL)     | Fagor | 78 punts  |
| 3 | Federico Etxabe (ESP) | Teka  | 53 punts  |

|   | Equip  | Nacionalitat | Temps       |
| - | ------ | ------------ | ----------- |
| 1 | Kas    | Espanya      | 90h 21' 57" |
| 2 | Zor-BH | Espanya      | + 42"       |
| 3 | Kelme  | Espanya      | + 13' 10"   |